# Miholjački Poreč
Miholjački Poreč est un village de la municipalité de Donji Miholjac (Comitat d'Osijek-Baranja) en Croatie. Au recensement de 2011, la ville comptait 183 habitants.